# Крюков, Александр Павлович (генерал-майор)
Александр Павлович Крюков (? — не ранее 1840) — русский генерал, участник подавления Польского восстания 1831 года и Кавказской войны.
Образование получил в 1-м кадетском корпусе, из которого выпущен в 1812 году прапорщиком в Сибирский гренадерский полк. В 1813 и 1814 годах принимал участие в Заграничном походе. Был в сражениях при Лютцене, Пирне, Теплице и в Битве народов под Лейпцигом; далее сражался при Шатобриенне и за отличие под стенами Парижа получил свой первый орден — Св. Анны 3-й степени (впоследствии этот орден был переименован в 4-ю). В 1815—1818 годах состоял в русском оккупационном корпусе в Германии и во Франции. В 1816 году произведён в подпоручики, в 1817 году — в поручики и следом в штабс-капитаны, в 1819 году — в капитаны.
В 1821 году Крюков получил чин майора и был переведён в 6-й карабинерный полк, где в 1823 году был назначен командиром батальона, в 1826 году произведён в подполковники. 6 декабря 1827 года назначен командиром Невского пехотного полка, с которым он принял участие в русско-турецкой войне 1828—1829 годов. Сражался под Силистрией и Шумлой, в сражении при Кулевчи получил три контузии: в спину, правое плечо и правую ногу. 7 июля 1829 года за отличия произведён в полковники. В 1831 году находился в походе против восставших поляков, 8 июля за отличие награждён орденом Св. Георгия IV класса, после чего 30 августа был произведён в генерал-майоры и назначен командиром 1-й бригады 25-й пехотной дивизии. Однако в командование этой бригадой не вступил, поскольку вскоре получил новое назначение — командиром 2-й бригады 5-й пехотной дивизии. С 1833 года недолго командовал 1-й бригадой той же дивизии, после ее переименования в 4-ю, а 8 мая возглавил 1-ю бригаду 6-й пехотной дивизии.
В 1837 году Крюков оказался на Кавказе, где 6 декабря был назначен командующим 20-й пехотной дивизией. Принимал участие в походах против горцев. С 6 декабря 1838 года состоял по армии без должности. 2 сентября 1840 года уволен в отставку с мундиром и пенсией.

## Награды
Среди прочих наград Крюков имел ордена:
- Орден Святой Анны 3-й (4-й) степени (1814 год)
- Орден Святой Анны 2-й степени (1829 год)
- Орден Святого Георгия 4-й степени (8 июля 1831 года, № 4536 по кавалерскому списку Григоровича — Степанова)
- Орден Святого Станислава 2-й степени со звездой (1833 год)